# 比爾基 (索卡爾區)
50°28′15″N 24°25′30″E / 50.47083°N 24.42500°E
比爾基（烏克蘭語：Борок），是烏克蘭西部的村莊，隸屬利維夫州的舍普季茨基區。該村面積0.4平方公里，海拔高度213米，2001年人口157，人口密度每平方公里392.5人。